# Suwat Chanbunpha
Suwat Chanbunpha (thailändisch สุวัฒน์ จันทร์บุญภา, * 2. August 1992), auch als Moo bekannt, ist ein thailändischer Fußballspieler.

## Karriere
Suwat Chanbunpha spielte bis 2019 beim Lampang FC. Der Club aus Lampang spielte in der zweithöchsten Liga des Landes, der Thai League 2. Wo er vorher gespielt hat, ist unbekannt. 2020 wechselte er zum Erstligaaufsteiger Rayong FC nach Rayong. Am Ende der Saison 2020/21 musste er mit Rayong als Tabellenletzter in die zweite Liga absteigen. Die Saison 2023/24 wurde er mit Rayong Tabellendritter und qualifizierte sich somit für die Aufstiegsspiele zur ersten Liga. Hier konnte man sich gegen den Nakhon Si United FC durchsetzen und stieg in die erste Liga auf. Nach 106 Ligaspielen für Rayong wechselte er im Dezember 2024 auf Leihbasis zum Zweitligisten Mahasarakham SBT FC.